# 6086 Vrchlický
6086 Vrchlický è un asteroide della fascia principale. Scoperto nel 1987, presenta un'orbita caratterizzata da un semiasse maggiore pari a 2,7225310 UA e da un'eccentricità di 0,1668919, inclinata di 8,92880° rispetto all'eclittica.
L'asteroide è dedicato al poeta ceco Jaroslav Vrchlický.